# Glyptopetalum poilanei
Glyptopetalum poilanei är en benvedsväxtart som beskrevs av Marie Laure Tardieu. Glyptopetalum poilanei ingår i släktet Glyptopetalum och familjen Celastraceae. Inga underarter finns listade.